# Czersko Polskie
Czersko Polskie – jedno z osiedli w Bydgoszczy znajdujące się na Górnym Tarasie (Skarpie Południowej). Na Czersku znajduje się między innymi Elektrociepłownia Bydgoszcz (EC2), a także MetalKas S.A. Ze względu na małą liczbę mieszkańców Czersko stanowi wspólną jednostkę urbanistyczną z osiedlem Zimne Wody. 
Z Czerska Polskiego pochodzi pierwsze udokumentowane znalezisko archeologiczne z terenu Bydgoszczy. W 1851 roku odkryto w rejonie skrzyżowania ulic Nowotoruńskiej i Hutniczej nie zachowany współcześnie wczesnośredniowieczny skarb srebrnych monet

## Ulice na Czersku Polskim
- Toruńska
- Spadzista
- Smoleńska
- Objazdowa
- Sadowa
- Hutnicza
- Łęgnowska
- Mariana Szczerby
- Chemiczna
- Energetyczna
- Nowotoruńska
- Chęcińska